# San Felipe Neri en Eurosia (título cardenalicio)
San Felipe Neri en Eurosia es un título cardenalicio diaconal de la Iglesia Católica. Fue instituido por el papa Pablo VI en 1967 con la constitución apostólica Ea sollicitudine affecti.

## Titulares
- Alfred Bengsch; título presbiteral pro illa vice (26 de junio de 1967 - 13 de diciembre de 1979)
- Vacante (1979 - 2003)
- Attilio Nicora (21 de octubre de 2003 - 12 de junio de 2014); título presbiteral pro illa vice (12 de junio de 2014 - 22 de abril de 2017)